# كيث ميليغان
كيث ميليغان هو سياسي كندي، ولد في 8 فبراير 1950. حزبياً، نشط في الحزب الليبرالي في جزيرة الأمير إدوارد ‏ والحزب الليبرالي الكندي. وقد انتخب رئيس وزراء جزيرة الأمير إدوارد ‏ (9 أكتوبر 1996 – 27 نوفمبر 1996).